# منتخب ماليزيا تحت 20 سنة لكرة القدم للرجال
منتخب ماليزيا تحت 20 سنة للرجال لكرة القدم هو ممثل ماليزيا الرسمي في المنافسات الدولية في كرة القدم في فئة كرة قدم تحت 20 سنة للرجال، يديريه اتحاد ماليزيا لكرة القدم.